# Bothrops alcatraz
Bothrops alcatraz е вид змия от семейство Отровници (Viperidae). Видът е критично застрашен от изчезване.

## Разпространение и местообитание
Разпространен е в Бразилия (Сао Пауло).
Обитава гористи местности, крайбрежия и плажове.

## Описание
Популацията на вида е стабилна.